# Plectranthus bipinnatus
Plectranthus bipinnatus là một loài thực vật có hoa trong họ Hoa môi. Loài này được Paton mô tả khoa học đầu tiên năm 2003.